# Jordan vs. Bird: One-on-One
Jordan vs. Bird: One-on-One is een computerspel dats werd uitgegeven door Electronic Arts. Het spel kwam in 1988 uit voor de Commodore 64 en DOS. Met het sportspel kan de speler basketbal spelen. Het speelveld wordt van bovenaf getoond. In het spel staan twee basketbal iconen centraal, namelijk Michael Jordan en Larry Bird. De speler kan hiermee een tegen een wedstrijd doen. Het spel bevat een aantal mini games, zoals dunk wedstrijd en een drie punter wedstrijd.

## Platforms
| Jaar | Platform                  |
| ---- | ------------------------- |
| 1988 | Commodore 64, DOS         |
| 1989 | NES                       |
| 1992 | Game Boy, Sega Mega Drive |

## Ontvangst
Mega plaatste het spel op een zevende plaats van slechts Sega Mega Drive-spellen aller tijden.
| Beoordeeld door         | Platform        | Datum          | Score |
| ----------------------- | --------------- | -------------- | ----- |
| Player One              | Sega Mega Drive | juli 1992      | 89%   |
| Player One              | Game Boy        | september 1992 | 73%   |
| N-Force                 | Game Boy        | juni 1992      | 72%   |
| Power Play              | Sega Mega Drive | juni 1992      | 70%   |
| Power Play              | Game Boy        | september 1992 | 59%   |
| All Game Guide          | Commodore 64    | 1998           | 50%   |
| NES Archives            | NES             | 5 juni 2001    | 50%   |
| Nintendo Power Magazine | NES             | september 1989 | 50%   |
| Sega-16.com             | Sega Mega Drive | 28 juni 2013   | 40%   |
| The Video Game Critic   | NES             | 20 april 2003  | 0%    |